# Magister militum
Magíster mílitum (магістр армії) — вища військова посада в епоху Пізньої Римської імперії, запроваджена внаслідок військових реформ Костянтина Великого.

## Поява і розвиток посади
Посада з'явилася в першій половині IV століття, коли Костянтин Великий позбавив префектів преторія їх військових функцій. Спочатку були створені дві посади — магістри піхоти (лат. magister peditum) і магістр кінноти (лат. magister equitum, ця посада існувала ще в республіканському Римі), що командували, відповідно, піхотою і кіннотою (до складу їх не входили палацові війська — scolares (схоли), і domestici et protectores (доместики-протектори). Магістр піхоти при цьому вважався більш старшим.
При спадкоємцях Костянтина Великого посада також отримала територіальну прив'язку: призначалися окремі magistri militum для кожної з чотирьох префектур — Галії, Італії, Ілліріка і Сходу (лат. per Gallias, per Italiam, per Illyricum, per Orientem), а також для діоцезів Фракії і Африки, при цьому існували і магістри, що перебували безпосередньо при імператорові, — вони називалися (лат. magistri in praesenti).
З часом і магістр піхоти і магістр кінноти почали командувати обома родами військ, називаючись magister militum. При цьому даним терміном називалися також офіцери-головнокомандувачі, яким підкорялися магістри піхоти і кінноти.
При одночасному командуванні і кіннотою і піхотою носій посади також називався магістр піхоти і кінноти (лат. magister equitum et peditum) або (у Західній імперії) магістр обох військ (лат. magister utriusquae militiae). Оскільки в руках магістрів армії було командування збройними силами, вони були вельми вагомими фігурами в державі. Наприклад, магістри піхоти Сільван і Ветраніон під час правління Констанція II оголосили себе імператорами, спираючись на свої війська, а Стиліхон і Ріцімер володіли величезною владою, не претендуючи на формальний титул.
Магістри армії в державній табелі про ранги мали вищий чин, і, як і префекти преторія, титулувалися «ясновельможними панами» (viri illustres).
Кількість магістрів армії поступово збільшувалася, в VI столітті Юстиніан I призначив магістрів до Вірменії (лат. magister militum per Armeniam, раніше ця область підкорялася магістрові Сходу), відвойованої в вандалівАфрику (лат. magister militum per Africam) і захоплену в вестготів Південну Іспанію (лат. magister militum Spaniae).
Протягом VI століття, у зв'язку із зовнішніми і внутрішніми труднощами, у віддалених провінціях виникла необхідність об'єднати в руках однієї людини цивільну і військову владу. Таким чином були утворені екзархати в Карфагені і Равенні.
Титул також інколи використовувався в ранньосередньовічній Італії для позначення вищого військового командування (наприклад, в Папській державі і в Венеції, дожі які вважали себе спадкоємцями екзарха Равенни).